# Stop! In the Name of Love
Singles de The Supremes
Come See About Me
(1964) Back in My Arms Again
(1965)
Stop! In the Name of Love est une chanson écrite par Holland-Dozier-Holland pour le groupe The Supremes en 1965.

## Histoire
Stop! In the Name of Love sort en single le 8 février 1965 aux États-Unis sur le label Motown, avec I'm in Love Again en face B. Il se classe numéro un au Billboard, et est nommé aux Grammy Awards l'année suivante.

La chanson originale, écrite et composée par le trio Holland-Dozier-Holland, figure d'abord sur l'album More Hits by The Supremes. Elle sera reprise de nombreuses fois, notamment par Margie Joseph, Gene Pitney, Nicki French, Sinitta, Johnny Rivers, C:Real, Claude François (Stop au nom de l'amour), Renata Pacini (In nome dell'amore), et The Hollies. 

## Reprise de Globe
Singles de Globe
Try This Shoot
(2001) Genesis of Next
(2001)
Stop! In the Name of Love est le 24e single du groupe Globe, sorti le 14 novembre 2001 au Japon sur le label Avex Globe de la compagnie Avex, trois mois et demi après son précédent single, Try This Shoot. Il atteint la 7e place du classement des ventes de l'Oricon, et reste classé pendant huit semaines. Il restera le single le plus vendu du groupe dans les années 2000.
La chanson-titre du single est une reprise de la chanson des Supremes sortie en single en 1965, écrite et composée par Holland-Dozier-Holland (des paroles de rap écrites par Marc ont été ajoutées) ; c'est la première reprise enregistrée par Globe. Cette version, arrangée par Tetsuya Komuro, est utilisée comme générique du drama Star no Koi ; sa version instrumentale ("TV Mix") figure aussi sur le single, ainsi que deux versions remixées par le DJ Tatsumaki. Elle figurera sur le sixième album du groupe, Lights, qui sortira trois mois plus tard, ainsi que par la suite sur ses compilations Globe Decade de 2005, Complete Best Vol.1 de 2007, et 15 Years -Best Hit Selection- de 2010.
| Pistes du CD | Pistes du CD                                                     | Pistes du CD | Pistes du CD | Pistes du CD | Pistes du CD | Pistes du CD | Pistes du CD | Pistes du CD | Pistes du CD |
| No           | Titre                                                            | Durée        |              |              |              |              |              |              |              |
| ------------ | ---------------------------------------------------------------- | ------------ | ------------ | ------------ | ------------ | ------------ | ------------ | ------------ | ------------ |
| 1.           | Stop! In the Name of Love (Original Mix) (Version originale)     | 6:46         |              |              |              |              |              |              |              |
| 2.           | Stop! In the Name of Love (Tatsumaki Club Mix) (Version remixée) | 6:58         |              |              |              |              |              |              |              |
| 3.           | Stop! In the Name of Love (Tatsumaki Remix) (Version remixée)    | 8:17         |              |              |              |              |              |              |              |
| 4.           | Stop! In the Name of Love (TV Mix) (Version instrumentale)       | 6:47         |              |              |              |              |              |              |              |
| 28:48        |                                                                  |              |              |              |              |              |              |              |              |